# شانون رايت
شانون رايت (بالإنجليزية: Shannon Wright)‏ هي عازفة قيثارة وعازفة بيانو ومغنية مؤلفة ومغنية أمريكية، ولدت في القرن العشرين في جاكسونفيل في الولايات المتحدة.

## وصلات خارجية
- الموقع الرسمي
- شانون رايت على موقع IMDb (الإنجليزية)
- شانون رايت على موقع ميوزك برينز (الإنجليزية)
- شانون رايت على موقع أول ميوزيك (الإنجليزية)
- شانون رايت على موقع ديسكوغز (الإنجليزية)